# 한쪽날개의 천사
"한쪽날개의 천사"는 1987년에 개봉한 대한민국의 영화이다.

## 캐스팅
- 이요나
- 강신성일
- 김진
- 안병경
- 최화정
- 김정하
- 김벌래
- 남영진
- 국정환
- 최성관
- 이영복
- 이석구
- 박용팔
- 문미봉
- 성은경
- 김성환
- 양세윤